# Javagrönskata
Javagrönskata (Cissa thalassina) är en fågel i familjen kråkfåglar inom ordningen tättingar.

## Utseende
Javagrönskatan är en uppseendeväckande grön skata, med kastanjefärgade vingpennor och vingtäckare. På huvudet syns en svart ögonmask, röd näbb och mörkbrun ögoniris. Närbesläktade borneogrönskatan är mörkare grön med ljus ögoniris.

## Utbredning och systematik
Fågeln förekommer enbart på Java i Indonesien. Tidigare behandlades den och borneogrönskata (C. jeffreyi) som en och samma art, då under det svenska namnet kortstjärtad skata.

## Status och hot
Javagrönskatan tros ha en mycket liten och fragmenterad population bestående av uppskattningsvis endast mellan 50 och 250 vuxna individer. Den misstänks också minska mycket kraftigt i antal på grund av fångst för burfågelindustrin och förstörelse av dess levnadsmiljö. Internationella naturvårdsunionen IUCN kategoriserar den därför som akut hotad (CR).